# Polizeiruf 110: Dünnes Eis
Dünnes Eis ist ein Fernsehfilm aus der ARD-Krimireihe Polizeiruf 110. Der Film wurde im Auftrag des MDR produziert und am Sonntag, den 12. Februar 2017 erstmals im Ersten ausgestrahlt. Es ist der siebte Fall für die Magdeburger Ermittlerin Doreen Brasch und der zweite Fall mit ihrem neuen Partner Dirk Köhler.

## Handlung
Die 23-jährige Boutiqueverkäuferin Kim Peelitz wird auf ihrem Weg zur Arbeit entführt. Die Forderung der Entführer an Kims Mutter Anja, eine Altenpflegerin, beläuft sich auf 100.000 Euro. Trotz der Forderung, keine Polizei einzuschalten, wendet sich Anja doch an sie. Diese ist bemüht, das Geld rechtzeitig aufzutreiben, doch kurz vorher erfahren die Ermittler von Anja, dass sie durch eine Erbschaft tatsächlich im Besitz von 100.000 Euro ist. Sie holt das Geld allein von der Bank. Doch die Geldübergabe scheitert, da ganz in der Nähe zwei uninformierte Polizisten zufällig ihre Pause machen, was die Entführer misstrauisch macht. Daraufhin erhält Anja einen abgehackten Finger ihrer Tochter zugeschickt. Obwohl Anja anfangs beteuerte, niemandem etwas von der Erbschaft erzählt zu haben, finden die Ermittler heraus, dass sie eigentlich allen Bekannten und Arbeitskollegen davon berichtet hatte.
Der von der Mutter getrennt lebende Stiefvater Jost Liebig sowie Michelle, die beste Freundin der Entführten, stehen unter Verdacht. Kurz vor dem zweiten Versuch der Geldübergabe, bei der die Entführer inzwischen 200.000 Euro fordern, wird die Leiche einer jungen Frau in der Nähe des zur Übergabe vereinbarten Ortes gefunden. Zur Überraschung aller ist die Tote nicht etwa die entführte Kim, sondern Michelle.
Es stellt sich heraus, dass der leibliche Vater von Kim nicht verstorben ist, wie Anja behauptete, und die Ermittler bemerken, dass sich keinerlei Geld in der Tasche befindet, die für die Geldübergabe vorgesehen war. Die Erbschaft über 100.000 Euro hat es nie gegeben. Anja leidet nämlich unter einem krankhaften Drang, die Realität zu verdrehen und den Leuten Unwahrheiten zu unterbreiten.
Jost Liebig, der kurz vor Michelles Tod ein Telefonat mit ihr geführt hatte, wird festgenommen und in der Hoffnung freigelassen, dass er die Ermittler zu dem aktuellen Aufenthaltsort der entführten Kim führt. Dies funktioniert. Es ist ein altes Boot, und als sie dort eintreffen, läuft Kim weg.
Wie sich erst später herausstellt, hat Kim zusammen mit Jost Liebig und ihrer Freundin die Entführung nur vorgetäuscht, um an das angeblich geerbte Geld ihrer Mutter zu gelangen, mit der sie das Zusammenleben aufgrund der vielen Lügengeschichten nicht mehr ausgehalten hatte. Als Michelle aussteigen wollte, tötete Kim sie im Streit.

## Hintergrund
Die Dreharbeiten fanden an 22 Drehtagen vom 12. April 2016 bis zum 12. Mai 2016 in Magdeburg statt.

## Rezeption

### Einschaltquoten
Die Erstausstrahlung von Dünnes Eis am 12. Februar 2017 wurde in Deutschland von 8,08 Millionen Zuschauern gesehen und erreichte einen Marktanteil von 21,9 % für Das Erste.

### Kritiken
Rainer Tittelbach von Tittelbach.tv meinte: „Im ‚Polizeiruf 110 – Dünnes Eis‘, der einen ziemlich ungewöhnlichen Entführungsfall erzählt, stehen mit Michelsen und Matschke als den Kommissaren, die sich noch finden müssen, sowie Christina Große drei wunderbare Schauspieler im Zentrum. Gepunktet wird außerdem mit einem psychologischen Motiv, das aber der Spannung wegen nicht ausgespielt wird. Die Dramaturgie weist darüber hinaus Schwächen auf. Während Lügen die Handlung durcheinanderwirbeln, beeinträchtigt eine wacklige Krimikonstruktion den offensichtlich beabsichtigten Realismus des Films.“
Im Tagesspiegel befand Thomas Gehringer: „Zurzeit ist ja ziemlich viel von der Lüge die Rede, und auch wenn dieser ‚Polizeiruf‘ aus Magdeburg absolut nicht in den politischen Kontext vorstößt, passt er gut in die Zeit. Weil er im Kleinen davon erzählt, welche fatalen Folgen notorisches Lügen haben kann.“
Florian Blaschke urteilte nur kurz bei prisma: „‚Dünnes Eis‘ ist ein solide gemachter Krimi, was in diesen Tagen ein großes Kompliment ist.“
Bei Spiegel Online wertete Christian Buß: „Gerne würden wir an dieser Stelle schreiben, dass dieser Krimi aus Magdeburg zeigt, wie umständlich und aufreibend Polizeiarbeit sein kann. Leider zeigt er aber nur, wie sich eine einfache Geschichte umständlich und aufreibend erzählen lässt. Drei Drehbuchautoren waren an dem Plot beteiligt (Stefan Rogall, Eoin Moore, Anika Wangard), das Ergebnis ist ein Erzählchaos aus Abschweifung und Abstrusität.“
Focus Online schrieb anerkennend: „Die Geschichte von Eoin Moore und Anika Wangard nach einer Vorlage von Stefan Rogall besticht vor allem durch das konstante Wechseln der verdächtigen Personen.“
Luise Checchin urteilte für die Süddeutsche Zeitung: „Nichts ist, wie es scheint. Das ist eine Grundannahme, die eigentlich jedem Krimi zugrunde liegen sollte, aber dieser Magdeburger Polizeiruf dekliniert sie immerhin konsequent durch. Er tut dies auf der dramaturgischen und auf der inhaltlichen Ebene.“
Die Kritiker der Fernsehzeitschrift  TV Spielfilm meinten: „Die Ermittler bahnen sich ihren Weg durch ein fein gesponnenes Netz aus Lügen, psychopathischen Zwangshandlungen und emotionalen Abhängigkeitsverhältnissen. Geübte Krimigucker mögen vielleicht am Ende ihre Vermutung bestätigt sehen, doch hier ist der packende Weg das Ziel.“
Journalist Rupert Huber schrieb für die Augsburger Allgemeine: „Dennoch ist die im Rückblick relativ konventionell inszenierte Geschichte spannend, weil die von Christine Große unglaublich intensiv gespielte Mutter schließlich aus ihrer Scheinwelt geholt wird.“
Bei Quotenmeter meinte Manuel Weis mit wenigen Worten: „Im Ersten: Stärkster «Polizeiruf 110» seit über einem Jahr.“